# Hemidactylus scabriceps
Hemidactylus scabriceps este o specie de șopârle din genul Hemidactylus, familia Gekkonidae, descrisă de Annandale 1906. Conform Catalogue of Life specia Hemidactylus scabriceps nu are subspecii cunoscute.